# Júnior Fell
Júnior Jader Fell (1992. április 10.–) brazil labdarúgó, hátvéd.

## Pályafutása
2010-ben, 18 évesen a blumenaui Clube Atlético Metropolitano játékosaként kezdte hivatásos pályafutását. Ezzel párhuzamosan a klub ifjúsági csapatában is pályára lépett. 2010 és 2011 között a Rio de Janeiro-i Vasco da Gama-hoz került kölcsönbe, ahol az ifjúsági csapatban játszott. 2011 és 2012 között újra a Metropolitanóhoz került, majd 2013. február 7-én szerződést kötött a magyar bajnokságban szereplő Ferencvárossal.